# Шурчі-Лочин (футбольний клуб)
Футбольний клуб «Шурчі-Лочин» або просто «Шурчі-Лочин» — професійний узбецький футбольний клуб з міста Шурчі Сурхандар'їнської області.

## Попередні назви
- 1994-1996 — «Тегирмончі»
- 1997-2009 — «Шурчи»
- з 2010 — «Шурчи-Лочин»

## Історія
Футбольний клуб «Тегирмончі» було засновано в 1993 році в містечку Шурчи Сурхандар'їнської області. В 1994 році за підсумками чемпіонату у Другій лізі здобув право з наступного сезону виступати у Першій лізі. З 1995 року клуб виступає у Першій лізі.